# 마녀의 관
《마녀의 관》은 2010년에 개봉한 대한민국의 영화이다.

## 줄거리
chapter 1> 고골 원작의 <VIY>를 영화화해야하는 젊은 영화감독 P는 오디션을 통해 뽑은 신인여배우가 어쩐지 불길하다. P는 그녀의 지나칠 정도로 완벽한 재능을 알 수 없는 이유로 자신에 대한 적개심이라고 해석하게 되는데...
chapter 2> 19세기 키예프의 신학생 호마는 들판에서 마녀를 만나 때려죽인다. 기구한 사연으로 영주의 딸 시신 옆에서 사흘 동안 기도문 낭독을 하게 된 호마. 호마는 이 젊은 아가씨의 시신이 마녀인 것을 알지만 기도문 낭독을 거부할 수 없다.
chapter 3> 오브리 밴드 뮤지션인 시각장애인 앙리박은 요즘 매우 행복하다. 젊은 연극인들을 소개받아서 밴드 일이 끝난 후 극단 음악 감독으로 활동하기 때문이다. 자신의 음악을 완벽하게 이해하고 사랑해주는 예술가 친구들을 얻은 앙리박. 그러나 그의 뒤를 미행한 룸메이트는 극단 연습실을 엿보다 소름끼치도록 무서운 비밀을 목격한다.

## 캐스팅
- 정승길
- 임지영
- 황택하
- 김두용
- 이세랑 - 처녀보살 역